# Hèracles
|  | Aquest article tracta sobre l'heroi i semidéu de la mitologia grega. Si cerqueu la transposició en la mitologia romana, vegeu «Hèrcules (mitologia)». |

En la mitologia grega, Hèracles (del grec antic Ἡρακλῆς, Hēraklḗs, nom format per la juxtaposició del nom de la deessa Hera i kleos que significa ‘glòria’, és a dir, ‘glòria d'Hera’, sobrenom d'Alcides o Alceu), era un semidéu fill de Zeus i d'Alcmena, neta de Perseu i esposa d'Amfitrió. Encara que es podria pensar pel seu nom que era preferit per la deessa Hera, no va ser així, ja que aquesta l'odiava per ser el fruit d'una infidelitat del seu marit; Alcmena li va posar aquest nom perquè era molt devota d'Hera i esperava aplacar la seva ira. En la mitologia romana era anomenat Hèrcules. Era el més gran dels herois mítics, de gran anomenada per la seva força sobrehumana i per la gran quantitat d'històries sobre la seva vida. El més famós grup d'històries fou els dotze treballs d'Hèracles. El seu equivalent etrusc era Hercle, un fill de Tínia i Uni. També fou identificat com a Heryshaf en la mitologia egípcia. Els seus atributs iconogràfics són una pell de lleó i una clava (maça).

## Naixement

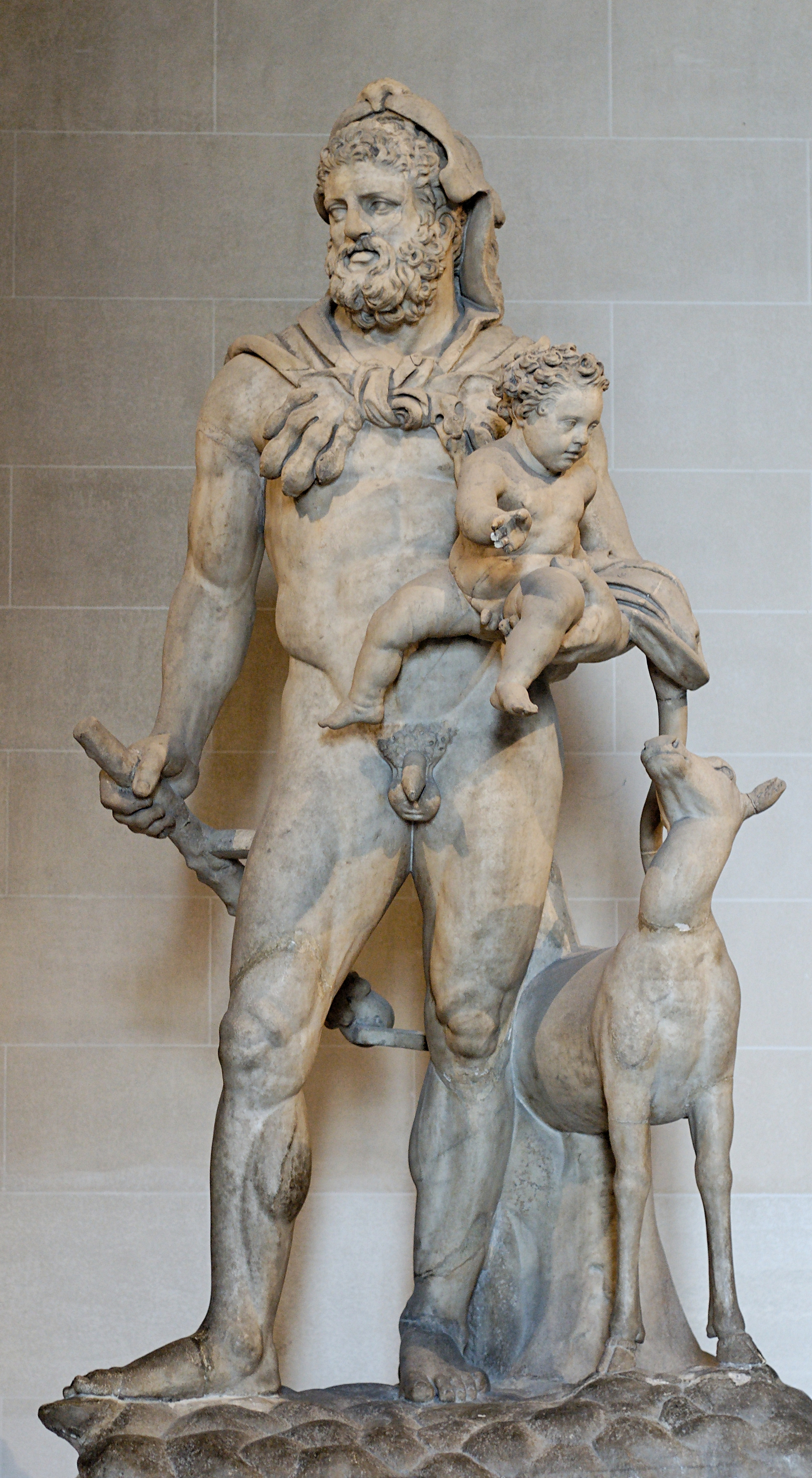
Hèracles i Tèlef, un dels seus fills. s. I - II dC. Museu del Louvre, París.

Electrió era rei de Micenes. Era un rei rude i avar que tenia vuit fills, però els van matar tots a la guerra. Casà la seva filla Alcmena amb el seu nebot Amfitrió, fill del rei de Tirint. Accidentalment, Amfitrió matà en una baralla Electrió, i va haver d'exiliar-se a Tebes (Grècia), on fou purificat del seu crim pel seu altre oncle, Creont, rei de Tebes. Tot i això, Alcmena es negà a tenir relacions amb ell si no venjava la mort dels seus germans lluitant contra els seus agressors. Mentre Amfitrió era fora, Zeus decidí seduir Alcmena. Per fer-ho es disfressà fent-se passar pel seu espòs, de manera que Alcmena, pensant que Amfitrió havia tornat, executada ja la venjança, s'allità amb ell. A la nit següent tornà l'Amfitrió real, i Alcmena concebé Hèracles, fill de Zeus, i Íficles, fill d'Amfitrió, que nasqueren alhora.

## La venjança d'Hera

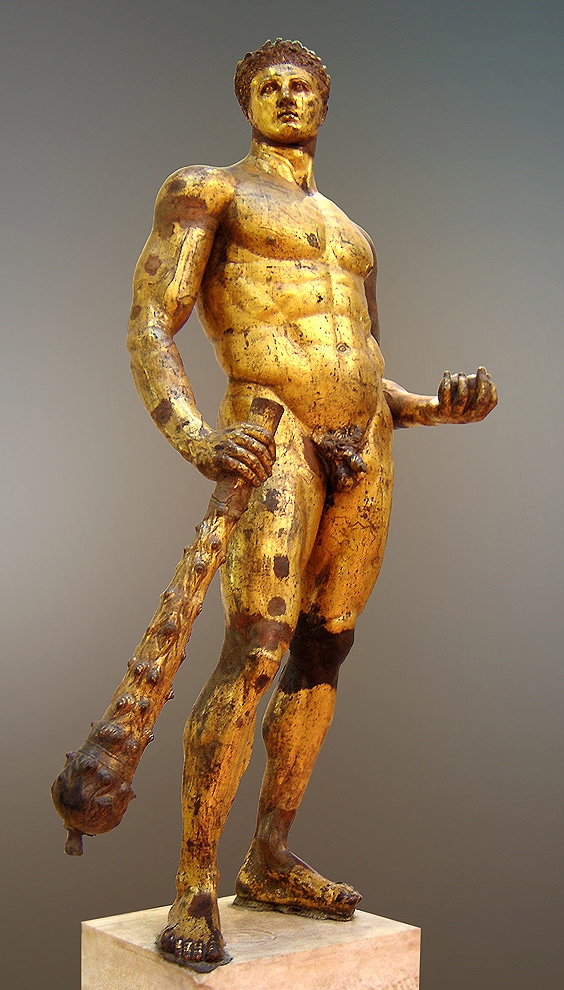
Hèracles i les pomes de les Hespèrides, en forma d'Hèrcules. Bronze daurat d'època romana, segle II aC. Museus Capitolins.

Hera, l'esposa de Zeus, molt gelosa del seu espòs i dels productes de les seves escapades, va voler fer mal a Hèracles des d'abans del seu naixement. Així, quan Hèracles estava a punt de néixer, Hera va fer prometre Zeus que el primer nen que nasqués a la casa de Perseu seria rei de Micenes. Després endarrerí el naixement d'Hèracles i avançà el del seu cosí Euristeu, que nasqué setmesó. D'aquesta manera Euristeu esdevingué rei de Micenes en comptes d'Hèracles.
Atena, en complicitat amb Zeus, va portar-li el nadó fent-li creure que no sabia de qui era fill i la va convèncer d'alletar el nen abandonat. Hèracles li va xuclar el pit tan fort que li va fer mal i la deessa se'l va apartar tant de cop que la llet es va escampar pels cels formant la Via Làctia.
El primer atemptat real d'Hera contra la vida d'Hèracles es va esdevenir quan ell encara era un nadó. Hera esmunyí dues serps al seu bressol. Però Hèracles era ja tan fort que agafà les serps i les matà totes dues amb les seves mans. La mainadera el trobà jugant amb les serps mortes com si fossin joguines. Una altra versió ho explica de forma diferent.
El segon intent d'Hera per destruir Hèracles li va sortir millor. El feu tornar boig i en la seva fúria assassinà amb les seves pròpies mans la seva esposa i els seus fills. Un cop recobrà el sentit, se'n va penedir tan profundament que estava disposat a fer qualsevol cosa per tal de redimir-se. Consultà l'Oracle de Delfos, qui li aconsellà que es posés al servei del rei Euristeu de Micenes i l'obeís en tot el que aquest li volgués manar.

## Els dotze treballs d'Hèracles
Hèracles va dur a terme dotze treballs, consistents a vèncer monstres, aconseguir trofeus o arreglar problemes als reis, proves típiques dels contes i del monomite. El nombre dotze era un dels habituals per expressar multitud o grup.

## Hèracles i les dones
Hèracles tingué tres esposes al llarg de la seva vida però nombroses amants. La seva virilitat era llegendària. Una de les seves fites més importants fou fer l'amor a les cinquanta filles del rei Tespi, les tespíades, en una sola nit i engendrar fills amb totes elles. Alguns reis de l'antiguitat volien presumir d'avantpassats il·lustres, com ara déus i semidéus. D'aquí els nombrosos amants i fills d'alguns déus i herois, com ara Zeus o el mateix Hèracles. D'aquesta manera els reis d'Esparta o de Macedònia, podien dir que eren autèntics descendents d'Hèracles i, per tant, del mateix Zeus.
Pel que fa a les esposes legítimes, Hèracles es casà primerament amb Mègara, filla del rei de Tebes. Amb ella tingué tres fills que matà en la seva bogeria induïda per Hera. En algunes versions no matà Mègara, sinó que la donà en matrimoni al seu nebot Iolau, ja que no suportava que li recordés els seus crims.
Després es casà amb Òmfale, una reina de Lídia. El seu darrer matrimoni va ser amb Deianira, filla de rei de Caledònia i germana de l'heroi Melèagre.

## Hèracles entre els immortals
Un dia, Hèracles i Deianira havien de travessar un riu i un centaure anomenat Nessos s'oferí per ajudar la jove esposa a creuar-lo. La seva intenció era endur-se-la i violar-la, però així que Hèracles s'adonà del que pretenia li disparà una sageta enverinada i el centaure morí. Abans, però, digué a Deianira que guardés part de la seva sang i la fes servir per untar-la sobre la roba d'Hèracles si algun dia dubtava del seu amor i el volia recuperar. Deianira ho feu així.
Al cap d'un temps, gelosa de la preferència d'Hèracles per Iole, filla del rei d'Ecàlia, va voler assegurar-se el seu amor untant la sang del centaure en la camisa de l'heroi. Així que Hèracles se la posà, la roba començà a cremar-li la pell. Quan intentava treure-se-la, la carn se li desprenia dels ossos. D'aquesta manera, l'heroi es desfeu de la seva carn mortal i pujà a l'Olimp, amb els altres déus.
Un cop allà aconseguí fer les paus amb Hera i ella li donà en matrimoni la seva filla Hebe, deessa de la joventut.

## Caràcter i culte
Encara que Hèracles és recordat sobretot per la seva força descomunal, destacava també per dominar diverses tècniques, les més valorades en un home del seu temps. De jove va rebre la instrucció de diferents personatges: Amfitrió li va ensenyar a conduir carros amb destresa, Autòlic li va ensenyar a lluitar, amb Èurit va aprendre a fer anar l'arc amb gran encert, Càstor a desimboldre's en el camp de batalla portant una pesada armadura, i Linos a tocar la lira i cantar belles cançons.
Del culte que en va rebre s'entén que era considerat alhora humà i diví. Humà ja que part del seu culte consistia en fer una libació, el mateix que es feia per una persona morta davant la seva tomba: això el defineix com un estimat heroi humà. D'altra banda, també se li construïen temples i se li oferien sacrificis en un altar, igual com es faria amb un déu. Tot plegat fa que se'l pugui classificar com a deïtat de caràcter ctònic.
Els seus descendents, els anomenats heraclides van fundar diverses ciutats per tal de retre-li homenatge, entre aquestes Heraclea Minoa i Heraclea Pòntica. A l'Àtica dedicaven el quart dia de cada mes a un grup de déus entre els quals hi havia Hèracles i celebraven un festival anual anomenat Ἡράκλεια ἐν Κυνοσάργει Heracleia (vegeu calendari àtic). Els grecs van estendre el seu culte fins a l'Índia cap a l'est i fins al sud de la península Itàlica en les seves colònies de la Magna Grècia. Amb la conquesta romana de Grècia, els mites i el culte d'Hèracles van ser adoptats amb el nom d'Hèrcules, ja que coincidia amb molts aspectes amb altres déus venerats pels llatins i els etruscs, com Hercle. Segons Walter Burkert, el culte d'Hèracles és tan antic que es pot remuntar al Neolític i podria ser el resultat de l'amalgama de diversos personatges mítics.

## Literatura
- 1417. Enrique de Villena. Els dotze treballs d'Hèrcules.[30] Obra originalment en català i després traduïda per ell mateix al castellà.[31] El llibre es compon d'una carta (en la qual s'explica l'origen del tractat), un proemi (on dona l'estructura i intencionalitat del llibre) i dotze capítols, cadascun d'ells dividit en quatre parts: Hystoria nua (compte el treball d'Hèrcules tal com ho narren els antics), declaració (interpreta moralment la història), Veritat (explica la narració des d'un punt de vista històric o, si més no, lògic) i aplicació (adjudica el treball a un estat social i dedueix uns models de comportament).[32]

## Cinema
- 1958. Le fatiche di Ercole.[33]
- 1977. Hèrcules (pel·lícula de 1997).
- 1995-99. Hercules: The Legendary Journeys. Sèrie de TV.[34]